# Nusalala unguicaudata
Nusalala unguicaudata is een insect uit de familie van de bruine gaasvliegen (Hemerobiidae), die tot de orde netvleugeligen (Neuroptera) behoort. 
Nusalala unguicaudata is voor het eerst wetenschappelijk beschreven door Monserrat in 2000.